# Panteón de la duquesa de Sevillano

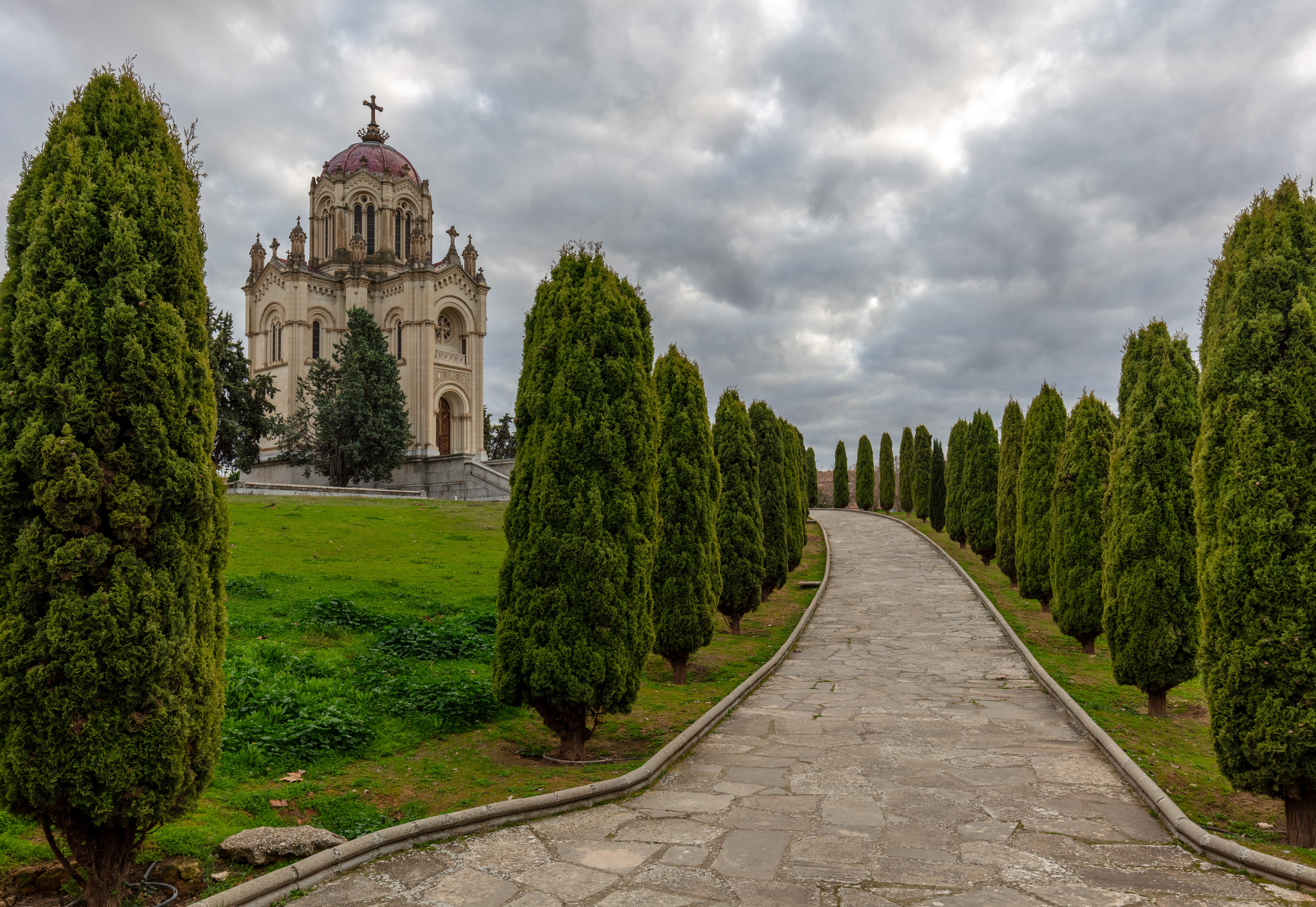
Vista del panteón.

El panteón de la Condesa de la Vega del Pozo y Duquesa de Sevillano es un monumento construido entre 1882 y 1916 en la ciudad española de Guadalajara, por encargo de doña María Diega Desmaissières y Sevillano, condesa de la Vega del Pozo y duquesa de Sevillano, en honor de su padre y familiares fallecidos años antes para ser enterrados en el mismo. Forma parte del conjunto monumental de la fundación de San Diego de Alcalá.

## Historia
Fue edificado por el arquitecto burgalés Ricardo Velázquez Bosco, muy conocido en su momento por las obras que llevó a cabo en la restauración de la mezquita de Córdoba y por otras muchas obras de renombre como el Palacio de Cristal del Retiro de Madrid. La decoración exterior de la cúpula, realizada con tejas de reflejos metálicos en forma de escamas es obra del ceramista Daniel Zuloaga, miembro de una ilustre familia de artistas a la que perteneció también su sobrino el pintor Ignacio Zuloaga.
Daniel Zuloaga realizó la obra desde 1893 hasta 1906, y trabajó con Velázquez Bosco en varios edificios más, entre los que destacan el Palacio de Velázquez, la Escuela Técnica Superior de Ingenieros de Minas de Madrid y el Palacio de Cristal, todos ellos en Madrid.
Cuando falleció dicha señora, no dejó descendencia directa, teniendo que hacerse cargo de dicho edificio y anexos la congregación de las Hermanas Adoratrices fundada por su tía Santa María Micaela del Santísimo Sacramento.

## Descripción
El edificio, de corte majestuoso (alcanza aproximadamente los cuarenta metros de altura), exhibe un estilo ecléctico historicista, muy utilizado a finales del siglo XIX, mezcla de varios, como el neorrománico-lombardo de sus fachadas, la decoración a base de mosaicos bizantinos en su interior, y la decoración mudéjar de sus capiteles internos.
El panteón, en planta de cruz griega, está dividido en dos plantas, la superior dedicada al culto, donde se destaca la pintura sobre madera de un Cristo crucificado y la falsa cripta donde se encuentra un monumento sepulcral central, compuesto por dos cuerpos donde está enterrada la duquesa, obra del escultor modernista Ángel García Díaz, y en nichos, sus parientes más cercanos.